# 진주 담산고택 효행 관련 문헌
진주 담산고택 효행 관련 문헌(晋州 澹山古宅 孝行 關聯 文獻)은 대한민국 경상남도 진주시에 있는 조선시대의 문헌이다.
2004년 7월 1일 경상남도의 유형문화재 제408호 진주단목리담산고택소장효행관련문헌으로 지정되었다가, 2018년 12월 20일 현재의 명칭으로 변경되었다.

## 개요
봉선에는 1791년 하진태의 어머님이 병이 위독해지자 하진태를 비롯한 가족들이 간병하는 상황을 10월 16일에서 11월 16일까지 기록하고 있는데 "조모주병록일기(祖母主病錄日記)"라하여 하진태(河秦兌)의 아들 익범(益範)이 기록한 것이다. 이러한 효행 뒤에 효행추천 수본(手本) 서목(書目) 상서문(上書文)은 전부 30점으로 그 효행을 표창해 줄 것을 요로에 요청하는 인근 사림들의 움직임을 살펴볼 수 있는 자료이다. 시기상으로는 1791년에서 19세기 후반에 걸쳐 작성되었다. 특히 봉선(奉先)에 실린 병록일기와 같이 실제 간병효행의 상황을 일기식으로 상세하게 기록하여 당시 선비가의 생활상과 간병에 대한 내용을 알 수 있는 귀중한 자료이다.

## 참고 문헌
- 진주 담산고택 효행 관련 문헌 - 국가유산청 국가유산포털